# Colinas Esporte Clube
Il Colinas Esporte Clube, noto anche semplicemente come Colinas, è una società calcistica brasiliana con sede nella città di Colinas do Tocantins, nello stato del Tocantins.

## Storia
Il club è stato fondato il 5 gennaio 2001. Ha vinto il Campionato Tocantinense nel 2005. Il Colinas ha partecipato alla Coppa del Brasile nel 2006, dove è stato eliminato al primo turno dal Paysandu.

## Palmarès

### Competizioni statali
- Campionato Tocantinense: 1

2005